# Ramprasad Sen
Ramprasad Sen (bengalî: রামপ্রসাদ সেন ; 1718-1781) est un poète et chanteur indien d'expression bengalie, auteur de 300 chants mystiques dédiés à la déesse Kâlî, toujours très populaires aujourd'hui. On le désigne le plus souvent sous le simple nom de Ramprasad, et ses chants sont baptisés Ramprasadi. La vie de Ramprasad a inspiré de nombreuses histoires mystiques décrivant sa dévotion envers Kâlî et sa relation avec elle.

## Biographie
Ramprasad est né à Halisahar, un village sur les rives de la Gange environ 50 km  au nord de Kolkata, dans une famille Vaidya tantriques. En raison de l'absence de registres de naissance, sa date de naissance réelle n'est pas connue, mais on l'estime à environ 1718. 
La vie de Ramprasad est entourée de légende et de mythes mélangés avec des détails biographiques. On pense que Ramprasad est né dans une famille tantrique et a montré des dispositions précoces pour la poésie. 
Il devint un disciple d'Agamavisha, un érudit et Yogi tantrique.
Ramprasad est devenu connu pour ses chants religieux, devenant finalement le poète de la cour du  roi Krishna Chandra, de Nadia.
Sa vie a fait l'objet de nombreuses histoires illustrant son dévouement et sa relation avec Kali.
Les œuvres littéraires de Ramprasad comprennent le Vidyasundar,le Kali-kirtana, le Krishna-kirtanaet le Shaktigiti. Ramprasad est connu pour avoir créé une composition de forme nouvelle combinant le style populaire bengali de la musique Bâul avec des mélodies classiques et kirtan. Le nouveau style a pris racine dans la culture bengali avec de nombreux poète-compositeurs combinant folk et raga basés sur des mélodies, mélangeant tous les styles commun de la musique, du classique au semi-classique et folklorique. Ses chansons sont chantées aujourd'hui et réunies dans une collection populaire Ramprasadi Sangit( "Songs of Ramprasad") vendus aux temples Shaktaet pithas au Bengale.  